# Calle del Preboste del Rey
La calle del Preboste del Rey fue una vía pública de la ciudad española de San Sebastián.

## Descripción
Hay constancia de la existencia de esta vía, que debía su nombre al cargo de preboste, desde por lo menos el siglo XVII, pero no más allá del asedio de San Sebastián de 1813. Aparece descrita en Las calles de San Sebastián (1916) de Serapio Múgica Zufiria con las siguientes palabras:

Calle del Preboste del Rey.—No figura esta calle en el padrón de 1566, pero sí en las Ordenanzas de 1630. Se llamaba así, desde la torre del Ingente hasta la Calle de Narrica, en cuyo encuentro con la de Embeltrán, se hallaba la casa-torre del Preboste, que fué, sin duda, de donde se derivó el que denominasen así a la vía que partía de ella. En una escritura de 1512, se dice que un solar que había entre la muralla y la casa solar de Montaot, que era la del Preboste, lindaba con la «Calle de las carrandillas». ¿Tendrá algo que ver con las rondillas? Esta «Cale del Preboste», no existía ya al incendiarse la población en 1813. Probablemente, desapareció cuando se abrió la actual Calle de Embeltrán, a fines del siglo XVIII; en esa fecha tampoco existía el cargo de Preboste del Rey, por haberlo comprado la ciudad para sí en 1766.
(Múgica Zufiria, 1916, p. 102)